# アラン・ラムゼー (画家)
アラン・ラムゼー（Allan Ramsay、1713年10月13日 - 1784年8月10日）はスコットランドの肖像画家である。ジョージ3世の宮廷画家を務め、多くの肖像画を残した。

## 略歴
エディンバラに詩人で、牧歌劇『高貴な羊飼い』(The Gentle Shepherd, 1725)の作者である同名のアラン・ラムゼーの長男に生まれた。12歳からロンドンでスウェーデン出身の画家ヒジング(Hans Hysing)から絵を学び、セント・マーティンズ・レーン・アカデミー(St Martin's Lane Academy)でも学んだ。1736年にイタリアに渡り、ローマ、ナポリで画家のフランチェスコ・ソリメーナやフランチェスコ・フェルナンディのもとで修業した。
1783年にイギリスに戻り、エディンバラに住み、エディンバラの政治家や貴族の肖像画を描いて注目された。その後、ロンドンに移り、第3代ブリッジウォーター公爵フランシス・エジャートンに雇われて働いた。ロンドンではその陽気な振る舞いや広い教養で人気を得た。肖像画家としてトマス・ハドソンと人気を競った。
1739年にエディンバラ大学の教授ベイン(Alexander Bayne)の娘と結婚したが1743年に3人目の子供を生んだ後に亡くなった。3人の子供も成人することは無かった。
1752年に絵を教えていた第3代準男爵サー・アレグザンダー・リンジーの娘、マーガレット・リンジー とリンジー の父親の反対を押し切って結婚した。1754年から1757年の間、夫妻でイタリアに住み、巨匠の作品を研究し、グランド・ツアーでイタリアを訪れる名士たちの肖像画を描いて収入を得た。
1761年にイギリスに戻り、ジョン・シャクルトンの後任として、国王ジョージ3世の主席宮廷画家 (Principal Painter in Ordinary) に任じられた。国王は外交官や植民地総督に下賜するために多くの肖像画を描かせたので、ラムゼーはデービッド・マーティンやフィリップ・ライナグルといった助手の助けを借りて多くの肖像画を描いた。

## 作品

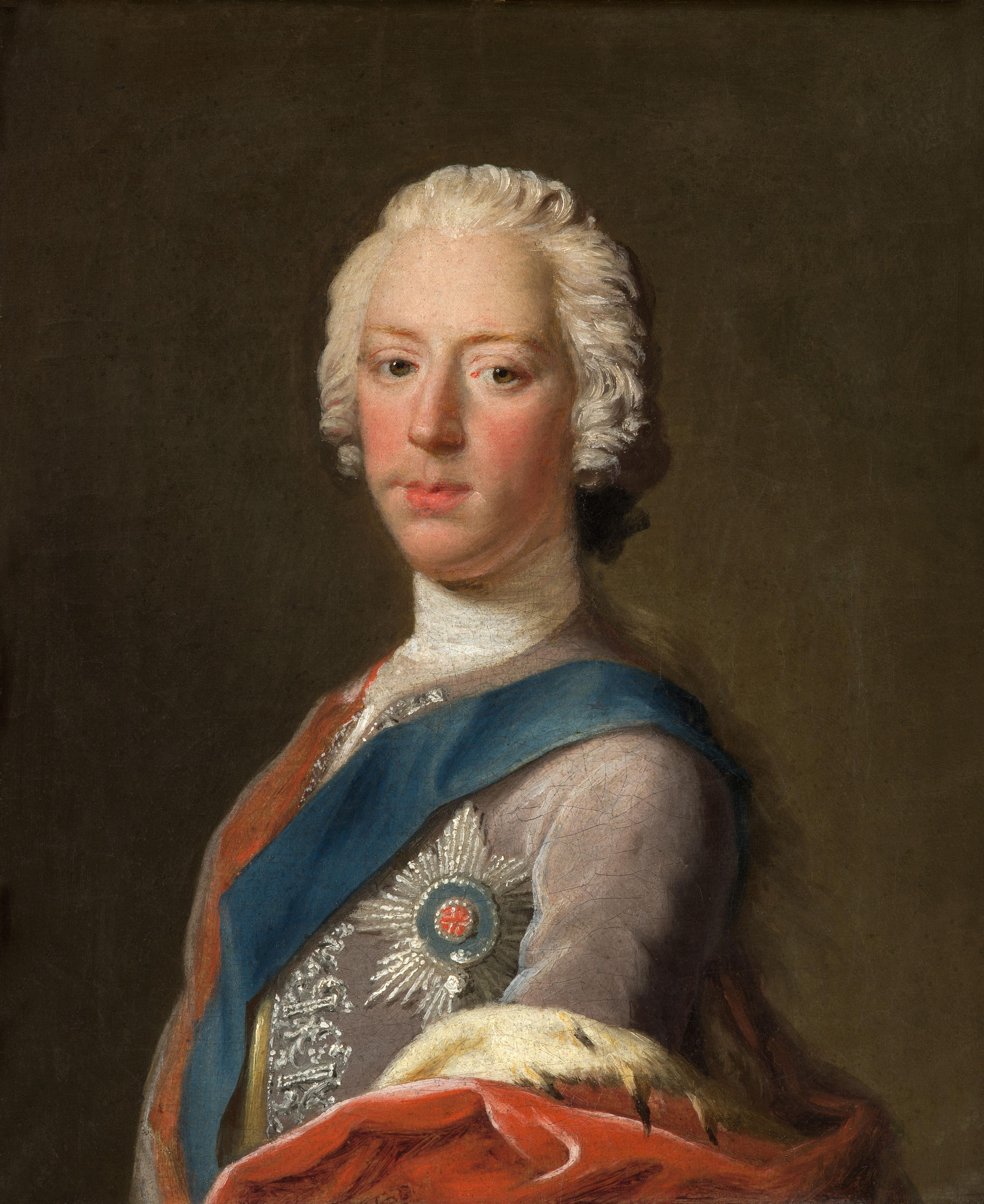
チャールズ・エドワード・ステュアート
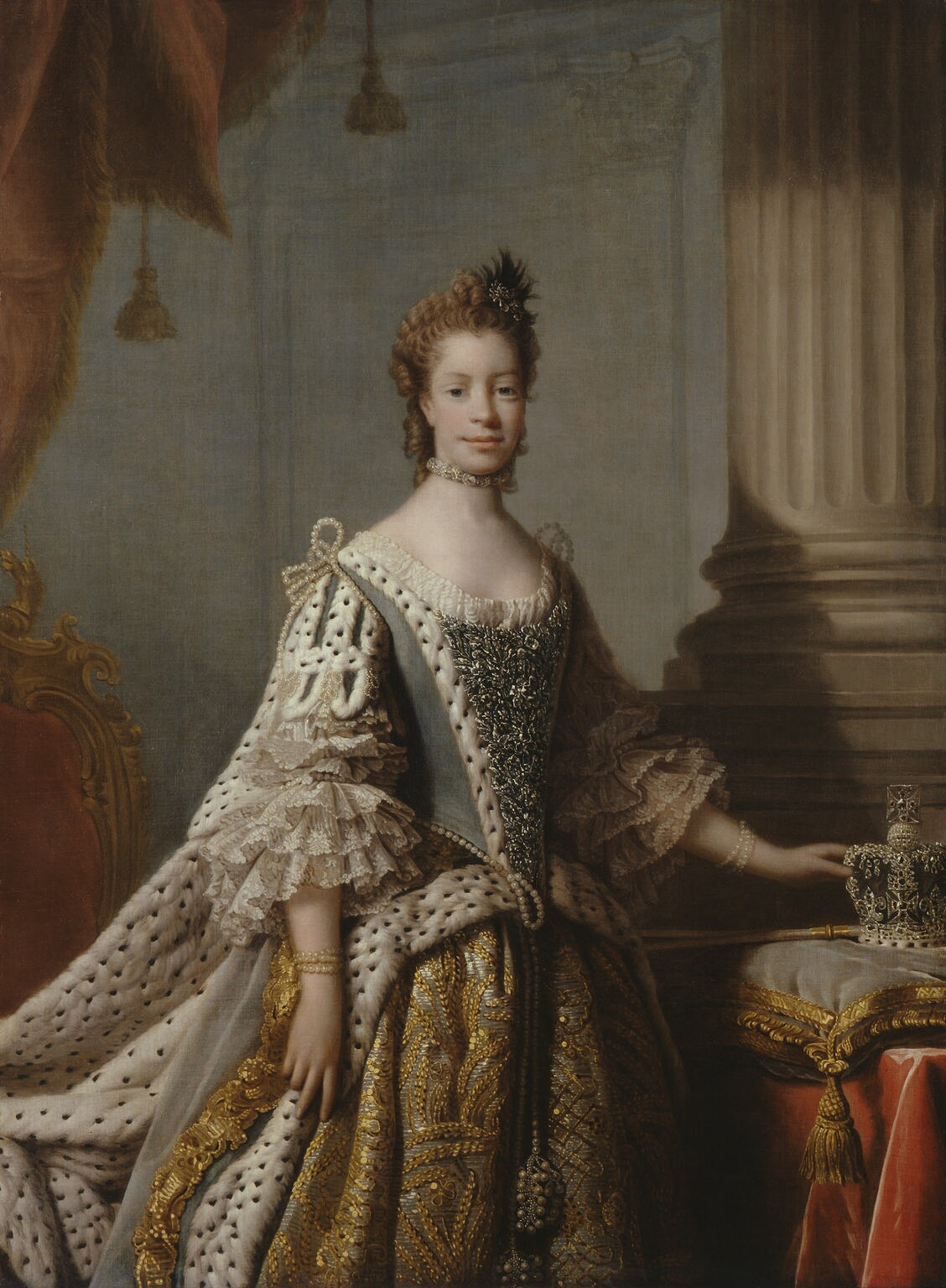
シャーロット・オブ・メクレンバーグ＝ストレリッツ
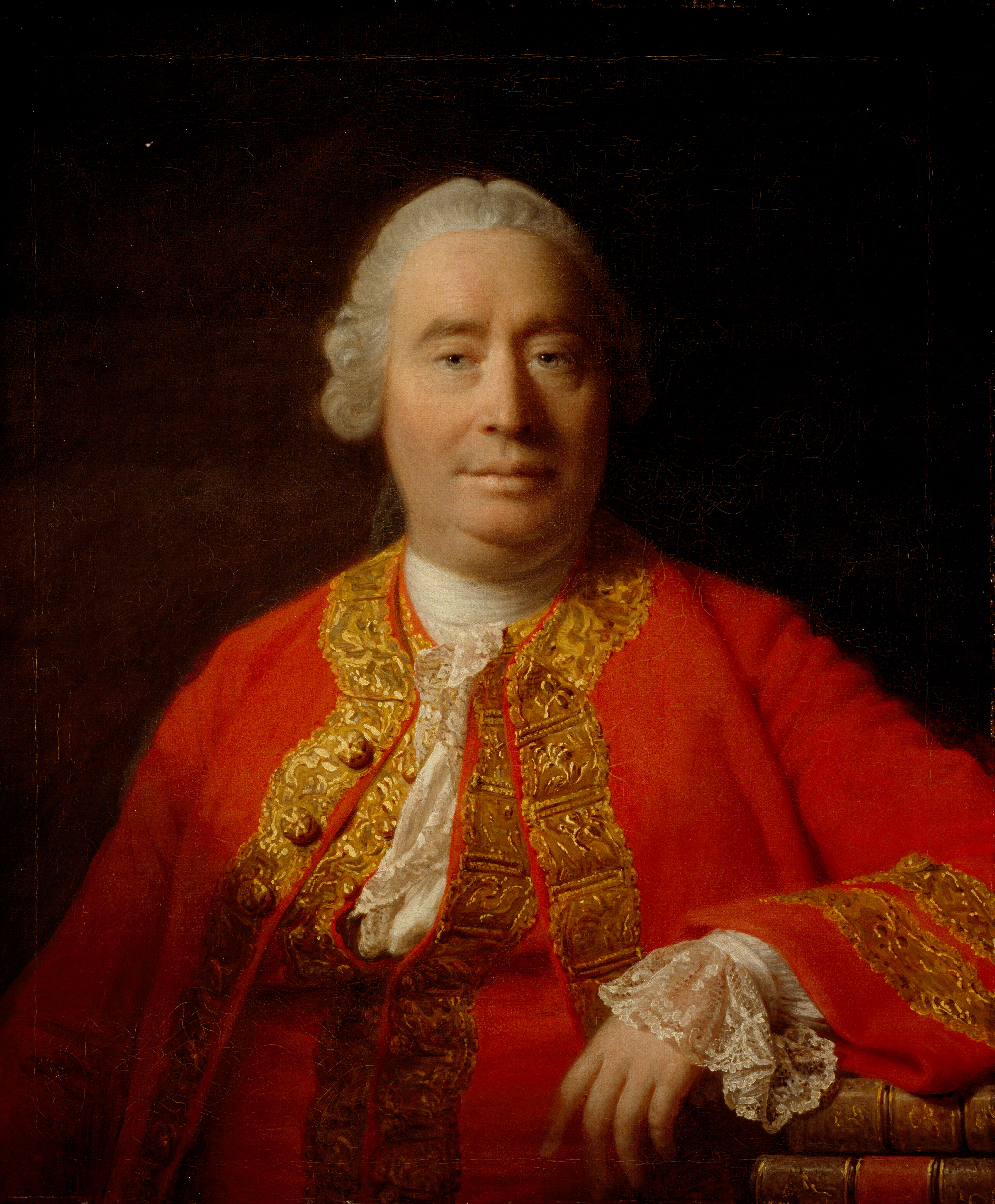
デイヴィッド・ヒューム
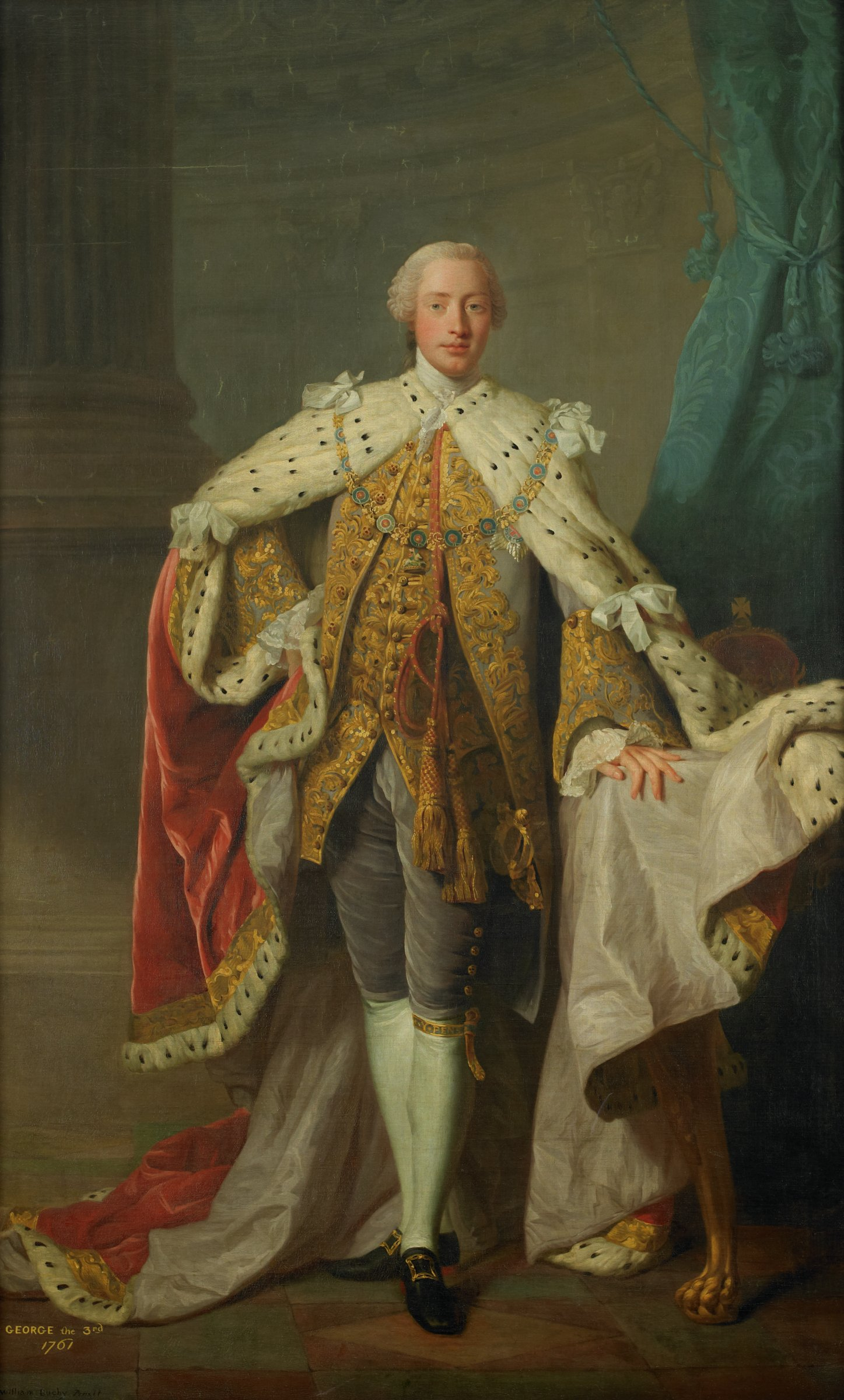
ジョージ3世
ジャン＝ジャック・ルソー
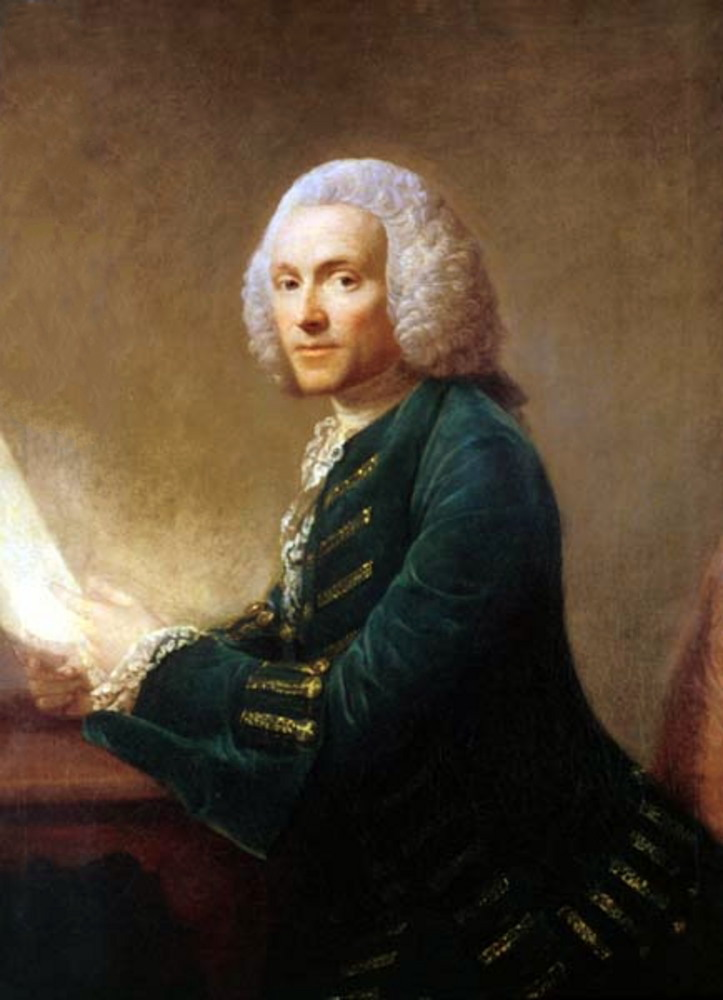
ウィリアム・ハンター (医学者)
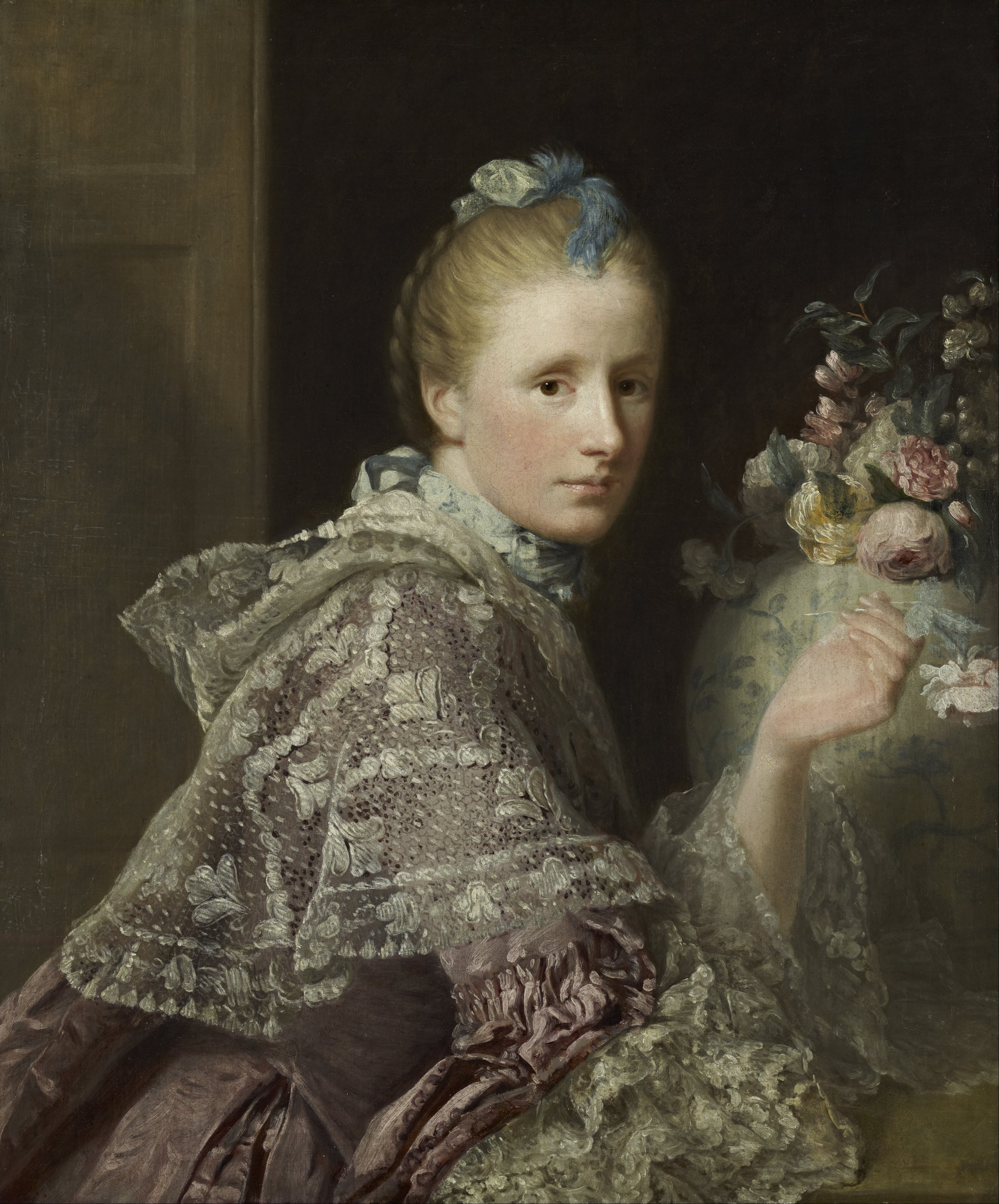
妻、マーガレット・リンジー
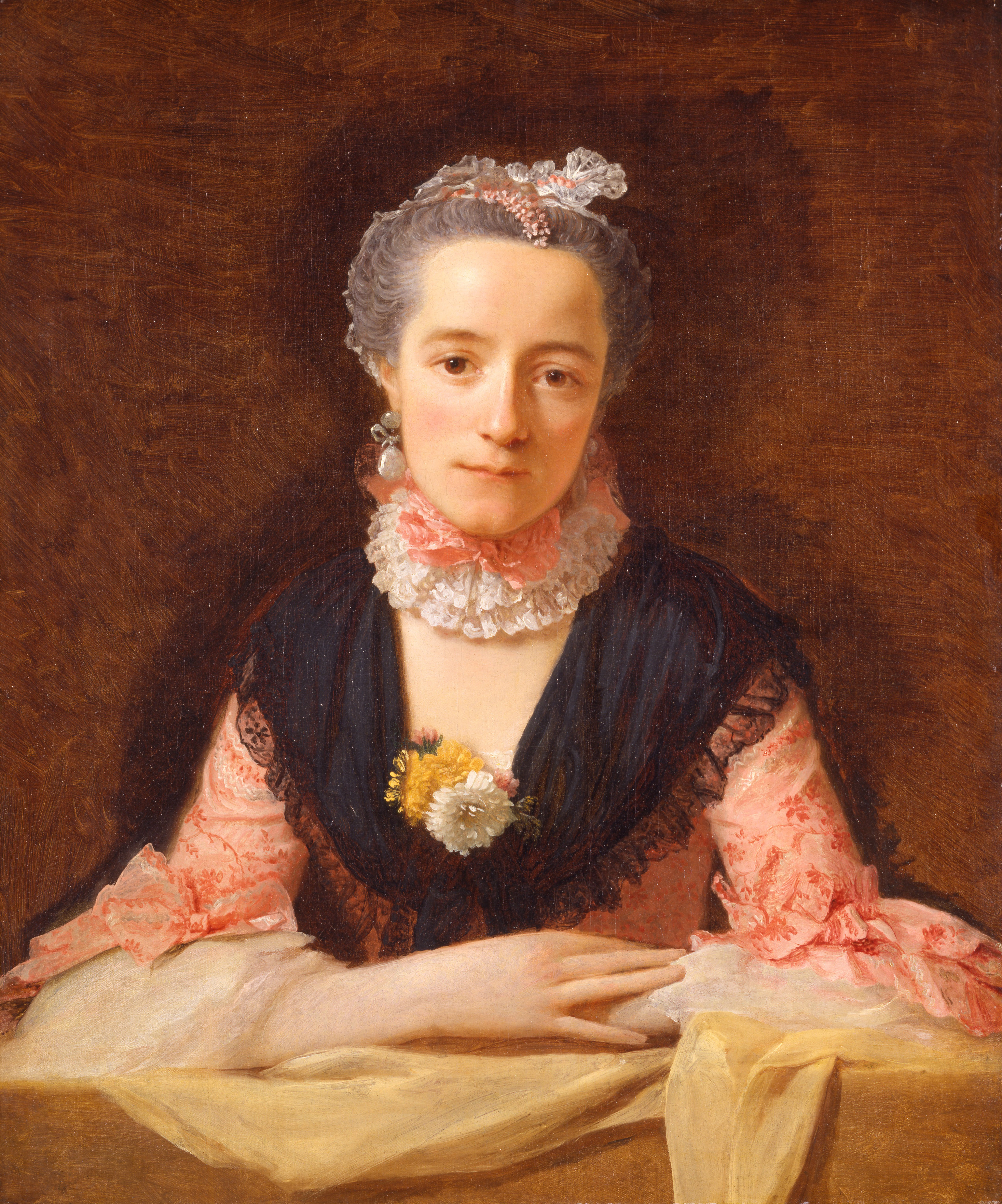
『ピンクのドレスの女』

## 関連図書
- ドブソン,, ヘンリー・オースティン (1896). "Ramsay, Allan (1713-1784)" . In Lee, Sidney (ed.). Dictionary of National Biography (英語). Vol. 47. London: Smith, Elder & Co. pp. 233–234.

| 宮廷職                      | 宮廷職                       | 宮廷職                          |
| --------------------------- | ---------------------------- | ------------------------------- |
| 先代 ジョン・シャックルトン | 主席宮廷画家 1761年 – 1784年 | 次代 サー・ジョシュア・レノルズ |